# Reiner Ganschow
Reiner Ganschow, nemški rokometaš, * 22. junij 1945, Rostock.
Leta 1972 je na poletnih olimpijskih igrah v Münchnu v sestavi vzhodnonemške rokometne reprezentance osvojil četrto mesto.